# Óðinsson
Óðinsson ist ein männlicher isländischer Name.

## Herkunft und Bedeutung
Der Name ist ein Patronym und bedeutet Óðinns Sohn. Die weibliche Entsprechung ist Óðinsdóttir (Óðinns Tochter).

## Namensträger
- Árni Óðinsson (* 1950), isländischer Skirennläufer
- Birkir Blær Óðinsson (* 2000), isländischer Sänger